# Древнее пророчество
«Древнее пророчество» (англ. Stonehenge Apocalypse) — телевизионный фильм-катастрофа, снятый в 2010 году режиссёром Полом Зиллером специально для канала Syfy Universal. В главных ролях снимались Миша Коллинз, Торри Хиггинсон и Питер Уингфилд.
Фильм содержит огромное количество ошибок и ляпов, связанных с историей и географией.

## Сюжет
Группа учёных обнаруживает, что английский Стоунхендж является центром электромагнитных течений Земли, которые происходят из пирамид, разбросанных по всем континентам планеты. Доктору Глэйсеру предстоит разгадать загадку найденного древнего механизма и спасти планету от катастрофы, так как электромагнитные импульсы по всей планете начинают разрушать её.

## В ролях
| Актёр           | Роль                   |
| --------------- | ---------------------- |
| Миша Коллинз    | доктор Джейкоб Глэйсер |
| Торри Хиггинсон | доктор Кэйси Лидс      |
| Питер Уингфилд  | доктор Джон Трусдэйл   |
| Хилл Харпер     | доктор Джозеф Лешем    |
| Брент Стейт     | майор Питман           |
| Дэвид Льюис     | Дэвид                  |
| Эдриан Холмс    | сержант                |
| Колин Лоуренс   | пилот                  |

## Выпуск
Фильм посмотрело более двух миллионов зрителей в день премьеры.